# جوش نورمان
جوش نورمان (بالإنجليزية: Josh Norman)‏ هو لاعب كرة قدم أمريكية أمريكي، ولد في 15 ديسمبر 1987 في غرينوود في الولايات المتحدة.

## وصلات خارجية
- جوش نورمان على موقع إي إس بي إن.كوم (أن.أف.أل)3
- جوش نورمان على موقع مرجع كرة القدم المحترفة.كوم (الإنجليزية)